# HMS Prince Albert (1864)
Panserskibet HMS Prince Albert indgik i en ny britisk maritim stragegi, der indebar forøget satsning på forsvar af den britiske flådes baser og bygning af mindre skibe, der var velegnede til operationer i kystnære områder. Skibet var opkaldt efter den regerende dronning Victorias gemal prins Albert. Efter dronningens udtrykkelige ønske fik Prince Albert lov til at forblive på flådelisten længe efter, at skibet var teknisk forældet, og det fik på den måde en tjenestetid på hele 33 år – og dermed den næsthøjeste anciennitet blandt de britiske slagskibe.. Skibet var det eneste i Royal Navy, der blev opkaldt efter prinsen.

## Konstruktionen
Fremkomsten af dampdrevne krigsskibe skabte en del uro i den britiske flådeledelse, og medførte øget satsning på kystforter og kystforsvar. I 1859 foreslog en kongelig komission, at der blev afsat 10 mio. £ til formålet – et astronomisk beløb på den tid. Der blev også arbejdet aktivt på at anskaffe skibe, som kunne anvendes i lavvandede områder, blandt andet med baggrund i operationerne i Sortehavet og Østersøen under Krimkrigen. Søofficeren Cowper Coles fremlagde i 1859 planer for et stort søgående panserskib med drejetårne, han selv havde opfundet. Admiralitetet brugte disse planer som udgangspunkt for et meget mindre skib, velegnet til kystforsvar, og det blev påbegyndt i 1862 og fik navnet Prince Albert. Med sin kombination af jernskrog og kanontårne var det et avanceret skib, men Admiralitetet var ikke parat til at basere flåden på skibe uden sejl. Selv om Prince Albert kunne levere en bredside på fire kraftige kanoner, svarende til det dobbelt så store panserskib Bellerophon fra samme årgang, var det sidstnævnte, der i de følgende år dannede skole for konstruktionerne, i stedet for forstørrede udgaver af Prince Albert. I modsætning til tårnene på de amerikanske monitors blev de de britiske drejet med håndkraft, og 18 mand kunne dreje et tårn på omkring et minut, mens højdereguleringen fra top til bund blot varede 2½ minut.

## Tjeneste
Prince Albert blev kort efter færdiggørelsen sendt på værft i 1866-67. I 1873 blev det en del af reserve-divisionen i Devonport, men det var tilbage i aktiv tjeneste for en kort bemærkning i 1878, da der var risiko for krig mod Rusland. I 1887 deltog det i flådeparaden i Spithead, og den sidste udrustning foregik sammen med Devonport-divisionen i 1889. Skibet blev solgt i december 1899.